# Silberring von Trichtingen

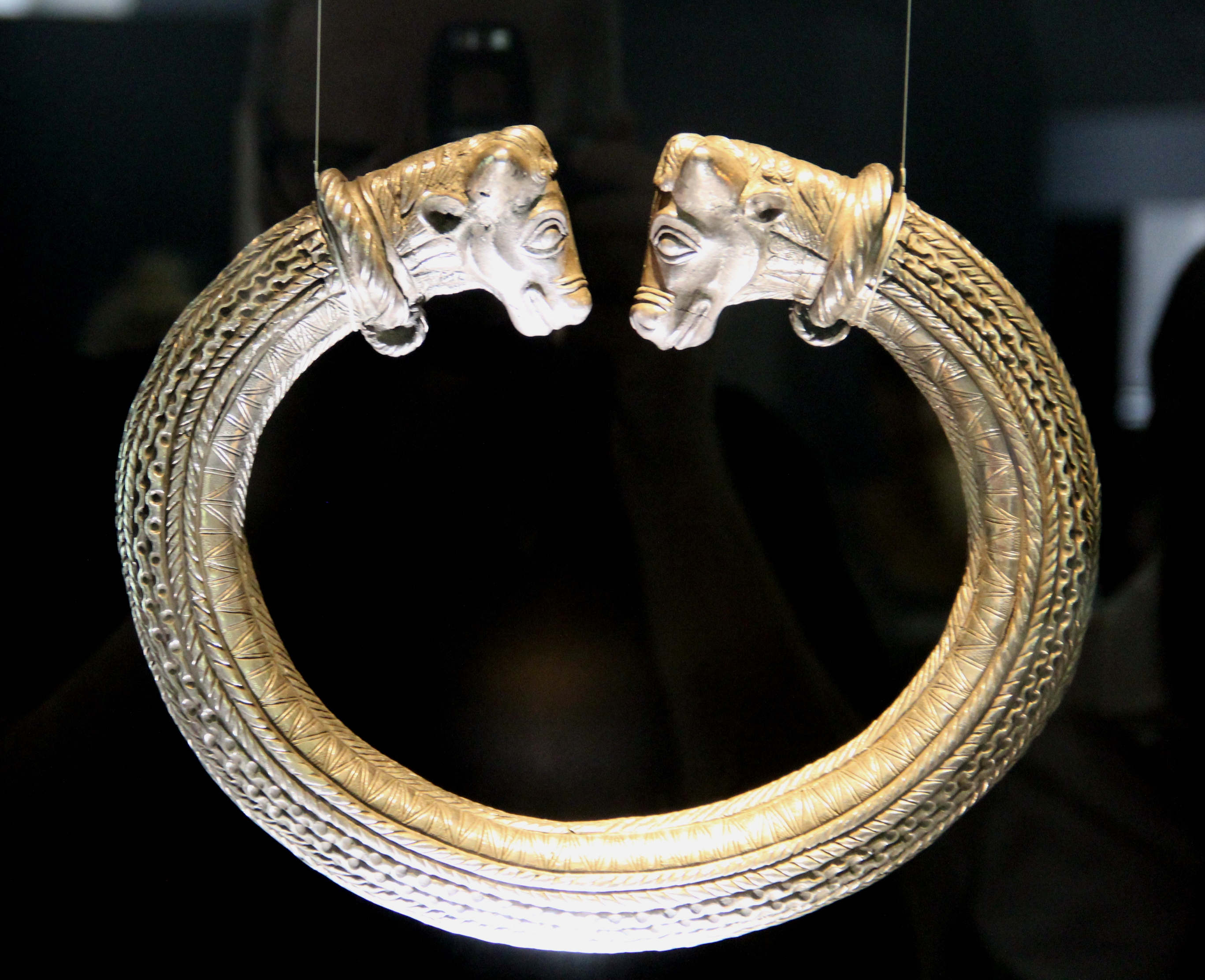
Silberring von Trichtingen

Der Silberring von Trichtingen wurde 1928 in einem Drainage-Graben bei Trichtingen (Landkreis Rottweil) gefunden. Er wird in die Latènezeit eingeordnet. Es handelt sich um einen Torques (Wendelring), der in seiner äußeren Form allerdings eher einem Armring ähnelt, da er oval ist. Sein äußerer Durchmesser beträgt 29,4 cm, sein innerer 21,6 cm. Der Ring hat eine Öffnung, die an der engsten Stelle 1,2 cm misst. An den Ringenden befindet sich jeweils ein Stierkopf als Zier. Der Halsring hat ein Gewicht von ca. 7 kg. Der Außenbereich besteht zu 949 ‰ aus Silber und zu 38 ‰ aus Gold; es wird vermutet, dass das restliche Material der Legierung Kupfer ist. Der Ring enthält einen Eisenkern. Heute befindet sich der Ring im Landesmuseum Württemberg.

## Fundumstände
Der Silberring wurde bei Entwässerungsarbeiten gefunden. Der Ring lag in einer Tiefe von 60 cm schräg in der Erde. Die sofortige Untersuchung der Umgebung ergab keine weiteren Funde, sodass der Silberring von Trichtingen ein Einzelfund geblieben ist. In der Umgebung um den Fundplatz ist des Weiteren eine römische Straße bekannt, welche eine Verbindung zwischen den Kastellen Sulz und Rottweil herstellte.

## Besondere Merkmale
Die Verzierung des Ringes ist nicht exakt symmetrisch angelegt. Durch seine Musterung wird ein Spiel zwischen Licht und Schatten erzeugt. Die verschiedenen gleichmäßigen Ornamente, welche sich in Streifen über den Ring ziehen, ähneln einem Flechtmuster, erinnern aber auch an eine Schlange, welche sich in einen Halbkreis gelegt hat. Auch die beiden Stierköpfe an den Ringenden tragen individuelle Züge. Es handelt sich bei beiden Darstellungen um Jungtiere, die aber unterschiedlich groß sind.

## Deutungen
Der Silberring von Trichtingen wird als Opfergabe interpretiert. Hinweise auf ein Heiligtum in der Umgebung gibt es allerdings nicht. Auch wurde nicht untersucht, ob der Ring etwa nur versteckt wurde. Dass er schräg in der Erde gefunden wurde, könnte auch darauf hindeuten, dass es sich um einen Verlustfund handelt.

## Rezeption
Briefmarkenmotiv (1976)
Im Jahr 1976 gab die Deutsche Bundespost die vom Grafiker Heinz Schillinger gestaltete Briefmarkenserie Archäologisches Kulturgut heraus, darunter die 50-Pfennig-Briefmarke mit dem nachgezeichneten Motiv des Silberrings von Trichtingen.
„Keltenland Baden-Württemberg“ (2020)
Im Jahr 2020 diente der Silberring von Trichtingen in vereinfachter grafischer Umsetzung als Logo in der Werbekampagne für die Schausammlungen im Alten Schloss, Stuttgart, unter dem Motto „Keltenland Baden-Württemberg“.